# Kiiara
Kiara Saulters (* 24. Mai 1995 in Willmington, Illinois, Vereinigte Staaten), besser bekannt unter ihrem Künstlernamen Kiiara, ist eine US-amerikanische Sängerin und Songwriterin. Bekannt wurde sie durch die Single Gold, die sich in den deutschen Singlecharts platzieren konnte.

## Biografie
2013 veröffentlichte Kiiara unter ihrem bürgerlichen Namen das Lied Bring Me Back. 2015 arbeitete sie in einem Baumarkt und schrieb das Lied Gold. Musikproduzent Felix Snow wurde darauf aufmerksam und produzierte den Song. Größere Aufmerksamkeit erlangte Gold durch seine Verwendung in der Apple-Watch-Werbung. Ihre Debüt-EP low kii savage veröffentlichte die Sängerin am 22. März 2016. Am 16. Februar 2017 veröffentlichte die Band Linkin Park in Zusammenarbeit mit Kiiara die Single Heavy.
Ab dem 13. April 2017 tourte Kiiara mit dem US-amerikanischen DJ-Duo The Chainsmokers und Sängerin Emily Warren im Zuge des Studioalbums Memories…Do Not Open durch Nordamerika und Kanada.

## Diskografie

### Studioalben
- 2020: Lil Kiiwi (US: Gold)

### EPs
| Jahr | Titel          | Höchstplatzierung, Gesamtwochen, AuszeichnungChartsChartplatzierungen (Jahr, Titel, Platzierungen, Wochen, Auszeichnungen, Anmerkungen) | Anmerkungen                         |
| Jahr | Titel          | US | Anmerkungen                         |
| ---- | -------------- | --- | ----------------------------------- |
| 2016 | Low Kii Savage | US41 (32 Wo.)US | Erstveröffentlichung: 22. März 2016 |

### Singles als Leadmusikerin
| Jahr | Titel Album         | Höchstplatzierung, Gesamtwochen, AuszeichnungChartplatzierungen (Jahr, Titel, Album, Platzierungen, Wochen, Auszeichnungen, Anmerkungen) | Höchstplatzierung, Gesamtwochen, AuszeichnungChartplatzierungen (Jahr, Titel, Album, Platzierungen, Wochen, Auszeichnungen, Anmerkungen) | Höchstplatzierung, Gesamtwochen, AuszeichnungChartplatzierungen (Jahr, Titel, Album, Platzierungen, Wochen, Auszeichnungen, Anmerkungen) | Höchstplatzierung, Gesamtwochen, AuszeichnungChartplatzierungen (Jahr, Titel, Album, Platzierungen, Wochen, Auszeichnungen, Anmerkungen) | Höchstplatzierung, Gesamtwochen, AuszeichnungChartplatzierungen (Jahr, Titel, Album, Platzierungen, Wochen, Auszeichnungen, Anmerkungen) | Anmerkungen                            |
| Jahr | Titel Album         | DE | AT | CH | UK | US | Anmerkungen                            |
| ---- | ------------------- | --- | --- | --- | --- | --- | -------------------------------------- |
| 2015 | Gold low kii savage | DE42 Gold · (18 Wo.)DE | AT50 (11 Wo.)AT | CH53 (27 Wo.)CH | UK48 Platin · (17 Wo.)UK | US13 ×3Dreifachplatin · (27 Wo.)US | Erstveröffentlichung: 26. Oktober 2015 |

Weitere Singles
- 2013: Bring Me Back
- 2016: Feels (US: Gold)
- 2016: Hang Up tha Phone
- 2016: Dopemang (feat. Ashley All Day)
- 2017: Whippin (feat. Felix Snow)
- 2017: Wishlist
- 2018: Messy
- 2018: Gloe
- 2018: Diamonds (mit Jauz)
- 2018: 1%
- 2018: L*** Is a Bad Word
- 2018: I Don’t Wanna Be Friends
- 2018: How Can You Love Me
- 2019: Open My Mouth
- 2019: Bipolar

### Singles als Gastmusikerin
| Jahr | Titel Album          | Höchstplatzierung, Gesamtwochen, AuszeichnungChartplatzierungen (Jahr, Titel, Album, Platzierungen, Wochen, Auszeichnungen, Anmerkungen) | Höchstplatzierung, Gesamtwochen, AuszeichnungChartplatzierungen (Jahr, Titel, Album, Platzierungen, Wochen, Auszeichnungen, Anmerkungen) | Höchstplatzierung, Gesamtwochen, AuszeichnungChartplatzierungen (Jahr, Titel, Album, Platzierungen, Wochen, Auszeichnungen, Anmerkungen) | Höchstplatzierung, Gesamtwochen, AuszeichnungChartplatzierungen (Jahr, Titel, Album, Platzierungen, Wochen, Auszeichnungen, Anmerkungen) | Höchstplatzierung, Gesamtwochen, AuszeichnungChartplatzierungen (Jahr, Titel, Album, Platzierungen, Wochen, Auszeichnungen, Anmerkungen) | Anmerkungen                                                                                 |
| Jahr | Titel Album          | DE | AT | CH | UK | US | Anmerkungen                                                                                 |
| ---- | -------------------- | --- | --- | --- | --- | --- | ------------------------------------------------------------------------------------------- |
| 2017 | Heavy One More Light | DE12 Gold · (21 Wo.)DE | AT9 (21 Wo.)AT | CH8 Gold · (17 Wo.)CH | UK43 Silber · (2 Wo.)UK | US45 Gold · (19 Wo.)US | Erstveröffentlichung: 16. Februar 2017 Linkin Park feat. Kiiara                             |
| 2017 | Complicated –        | DE77 Gold · (13 Wo.)DE | AT51 (15 Wo.)AT | CH37 (12 Wo.)CH | — | — | Erstveröffentlichung: 28. Juli 2017 Dimitri Vegas & Like Mike vs. David Guetta feat. Kiiara |

Weitere Gastbeiträge
- 2017: Cross My Mind Pt. 2 (A R I Z O N A feat. Kiiara)
- 2017: Darkside (Ty Dolla $ign & Future feat. Kiiara)
- 2018: Put Me Back Together (Cheat Codes feat. Kiiara)
- 2018: Be Somebody (Steve Aoki & Nicky Romero feat. Kiiara)
- 2019: Obsessed (Ashley All Day feat. Kiiara)
- 2019: Lonely Baby (Hyphen Hyphen feat. Kiiara)
- 2019: Back To You (Ekali feat. Kiiara)
- 2019: In The Stars (One Ok Rock feat. Kiiara)
- 2021: Ain’t About You (WONHO 원호 feat. Kiiara)

## Auszeichnungen für Musikverkäufe
| Goldene Schallplatte - Australien - 2017: für die Single Heavy - Finnland - 2017: für die Single Gold - Italien - 2017: für die Single Heavy - Kanada - 2021: für das Album Lil Kiiwi - 2021: für die Single Feels - 2021: für die Single Whippin - Neuseeland - 2018: für das Album Low Kii Savage - Portugal - 2022: für die Single Heavy - Schweden - 2017: für die Single Complicated | Platin-Schallplatte - Belgien - 2016: für die Single Gold - 2017: für die Single Complicated - Brasilien - 2021: für die Single Gold - Dänemark - 2016: für die Single Gold - Italien - 2016: für die Single Gold - Neuseeland - 2022: für die Single Heavy - Niederlande - 2017: für die Single Complicated - Polen - 2024: für die Single Gold 2× Platin-Schallplatte - Australien - 2016: für die Single Gold 3× Platin-Schallplatte - Neuseeland - 2024: für die Single Gold 4× Platin-Schallplatte - Kanada - 2021: für die Single Gold |

Anmerkung: Auszeichnungen in Ländern aus den Charttabellen bzw. Chartboxen sind in ebendiesen zu finden.
| Land/RegionAuszeichnungen für Musikverkäufe (Land/Region, Auszeichnungen, Verkäufe, Quellen) | Silber  | Gold       | Platin       | Verkäufe  | Quellen              |
| -------------------------------------------------------------------------------------------- | ------- | ---------- | ------------ | --------- | -------------------- |
| Australien (ARIA)                                                                            | —       | Gold1      | 2× Platin2   | 175.000   | aria.com.au          |
| Belgien (BRMA)                                                                               | —       | —          | 2× Platin2   | 60.000    | ultratop.be          |
| Brasilien (PMB)                                                                              | —       | —          | Platin1      | 60.000    | pro-musicabr.org.br  |
| Dänemark (IFPI)                                                                              | —       | —          | Platin1      | 60.000    | ifpi.dk              |
| Deutschland (BVMI)                                                                           | —       | 3× Gold3   | —            | 600.000   | musikindustrie.de    |
| Finnland (IFPI)                                                                              | —       | Gold1      | —            | 5.000     | Einzelnachweise      |
| Italien (FIMI)                                                                               | —       | Gold1      | Platin1      | 75.000    | fimi.it              |
| Kanada (MC)                                                                                  | —       | 3× Gold3   | 4× Platin4   | 440.000   | musiccanada.com      |
| Neuseeland (RMNZ)                                                                            | —       | Gold1      | 4× Platin4   | 127.500   | radioscope.co.nz NZ2 |
| Niederlande (NVPI)                                                                           | —       | —          | Platin1      | 40.000    | nvpi.nl              |
| Polen (ZPAV)                                                                                 | —       | —          | Platin1      | 50.000    | olis.pl              |
| Portugal (AFP)                                                                               | —       | Gold1      | —            | 5.000     | Einzelnachweise      |
| Schweden (IFPI)                                                                              | —       | Gold1      | —            | 20.000    | sverigetopplistan.se |
| Schweiz (IFPI)                                                                               | —       | Gold1      | —            | 10.000    | hitparade.ch         |
| Vereinigte Staaten (RIAA)                                                                    | —       | 3× Gold3   | 3× Platin3   | 4.500.000 | riaa.com             |
| Vereinigtes Königreich (BPI)                                                                 | Silber1 | —          | Platin1      | 800.000   | bpi.co.uk            |
| Insgesamt                                                                                    | Silber1 | 16× Gold16 | 21× Platin21 |           |                      |